# Манојло Грбић
Манојло Грбић (Широка Кула, 19. децембар 1844 ― Карловац 16. април 1899) катихета и професор Српске Учитељске школе у Горњем Карловцу, писац и историчар. Написао је историјско тротомно дело под именом „Карловачко Владичанство“ (1891 — 1893), у коме је приказао пресељавања српског народа, иза губитка своје државе, на другу страну Саве и Дунава. Затим борбу српскога народа за голи живот и очување традиционалних тековина, те силно проливање крви по разним европским бојиштима, у име откупнине свога огњишта у новој Отаџбини.
Ово је дело управо скуп брижљиво сакупљених и сређених оригиналних докумената из живота Српског народа у Митрополији Карловачкој, нарочито по Хрватској и Славонији.
Будући да је живот српског народа по свима крајевима за време његова робовања, био тесно везан за Националну Цркву, то је и писац овај историјски материјал издао као прилог историји Српске православне цркве, а назвао га је „Карловачким Владичанством“, јер га је сврстао хронолошким редом по владикама тога владичанства.

## Биографија
Прото Манојло Грбић, рођен је 19. децембра 1844. у Широкој Кули крај Госпића у Лици. Манојлови отац и деда били су свештеници, као и њихови преци тако, да је Манојло дванаести свештених из њихове лозе.
Отац му се звао Марко, рођен је у Подлапачи 21. априла 1817, а завршио је немачку школу (Oberschule) и богословију у Плашком. Умро је 22. августа 1855. године од колере, коју је добио као парох у Широкој Кули, сахрањујући помрле од те епидемије. Деда Арсеније је био такође парох у Широкој Кули, пензиониран је 1850. због старости, и умро је 22. августа 1853, а његови стари доселили су из Прокика (Лика).
Иза оца Манојлова остало је шесторо деце, од којих је Манојло са једанаест година био најстарији. Манојло се бринуо не само за себе и своје школовање, већ је морао помагати својој мајци Милици (кђери пароха Исака Прице из Мекињара, Крбава) и старати се с њоме заједно за млађу децу. Најстаријег између браће Исака спремио је да положи испит за помоћнога учитеља (Notlehrera) и нашао му место у Крбавици, куда се пресели и мајка са осталом децом. Другог брата Пају, који је умро као угледан трговац у Бихаћу, послао је на трговину у Нови Сад, трећега на трговину у Плашки, а најмлађег Милана, који је умро као учитељ у Кореници 1918, дао у учитељску школу. Једину сестру Марицу удао је за Вука Марковића.
Манојло је учио Гимназију у Сремским Карловцима, Богословију у Плашком. Као свршени богослов 16. јуна 1868. рукоположен је за ђакона, а од Општине је изабран и од Конзисторије потврђен за учитеља српске народне школе у Карловцу 6. августа 1868. за свештеника 5. априла 1870, а за члана Епархијске Управе изабран је 28. октобра 1872. Године 1875. постављен је од школскога Савјета за привременог катихету Српске Учитељске школе у Карловцу, која је 1875. отворена највише његовим заузимаљем, а 6. јула 1878. именован је за сталнога професора исте школе. Одликован је црвеним пасом 31. августа 1882.
Сина јединца Душана изгубио је 1888, који је умро као студент права у Пешти. Пишући 21. новембра 1887. године Илариону Руварцу Манојло каже: "Душан ми је у Пешти, учи права. Добио је стипендију од Мађара." Да би се из писма Руварцу од 20. марта 1889. сазнало о смрти сина: "Високопречасни господине!
Ја се Вами већ одавно не огласих. Али сте чули какве су се код мене промјене догодиле, те ми није било дуже времена ни до писања ни до другог озбиљнијега рада. (...) Слободан сам послати Вам прештампану „Унију у Тржићу“, коју сам расправицу намјенио спомену мога покојног Душана".
Доследно привржен идејама слоге и сарадње Срба и Хрвата, прота Манојло Грбић се нашао међу српским политичарима какви су били Јован Јовановић Змај, Михајло Полит-Десанчић, Богдан Медаковић, барон Јован Живковић и Илија Гутеша, који су под неким условима прихватали Споразум са Хрватима из редова Независне народне странке познате као "обзораши", 1890. године.
Произведен за протојереја 28. јуна 1892. у Војнићу. Био је референт Епархијског Школског Одбора и члан Жупанијског Школског Одбора жупаније загребачке, председник Српске Општине карловачке, члан књижевног одељења Матице српске. Биран је на Српско-Народни Црквено-школски Сабор у Карловцима, где је одржао значајан говор 11. новембра 1892. и завршио га је речима:
| „ | Та ако ми, Србљи, нијесмо доста патили, онда није ни море слано! И сва та патња још нас није опаметила, још нас ево у (страначким) таборима. Та помислите, господо, шта је наша задаћа? Ми нећемо стварати великијех политичких закона. Наша је главна задаћа јасна и кратка. Гледати да нам црква не прокисава, и да су нам свештеници уредно плаћени; гледати да нам школа не прокисава и да нам је учитељ уредно плаћен - и најкашње гледати да оно пара, што имамо по општинама, да нам се не развуче и не пропадне. То је управ језгра наше задаће, а све је остало љуска. Па хоћемо ли доказати да ни то не умијемо уредити? Та јесмо ли хришћани, јесмо ли људи? Та ваљда се нећемо одавде разићи као злотвори, као Турци или као, Боже прости, као дјеца. | ” |

Умро је у Горњем Карловцу на Велики Петак 16. априла 1899, а сахрањен је на први дан Ускрса на Дубовачком гробљу поред жене Милице, рођене Узелац, која је умрла 1872. и сина јединца Душана.

## Манојлов рад
Како се исказао као темељан познавалац историје српског народа у Карловачкој Митрополији, владика Теофан Живковић даје му задатак да изради Историју Горњо-Карловачког Владичанства. Стево Марковић Директор Женске Учитељске Школе у Сарајеву у предговору за једно од издања „Карловачког Владичанства“ 1927.
| „ | Манојло је тај тешки задатак ријешио најсрећније и његова историја Горњо-Карловачкога Владичанства право је ремек дијело своје врсте. Грдна је штета што га смрт прекиде, те не доврши то значајно дјело. Његове су књиге богата ризница за познавање рада историјскога и живота народа у тој највећој српској епископији. У историјској књижевности нашега овостранога народа његова је историја одлична сведоџба његова истрајнога рада и способности. У првој књизи приказао је како је ово владичанство постало из српских насеобина, каква му судбина бијаше прије патријарха Чарнојевића, а каква послије њега до владике Ненадовића године 1744. У првом дијелу те књиге проказана су пресељења појединих српских народних ројева од XV вијека редом, те њихова насељења по Карловачком генералату или Карловачкој Крајини и по Банији или Првој и Другој Банској Регименти. А у другом дијелу приказато је организовање Српске православне цркве, те непрестане тешке борбе против насилног унијаћења српског народа у тим крајевима. У другој књизи налази се наставак историје српског народа у том владичанству од 1744-1784, која није ништа друго, већ наставак и развитак све жешће борбе са језуитски васпитаним генералима, племством и римским епископатом око уније. Ту су приказате народне побуне због насилног унијаћења по Банији и по Лици 1751. и потанко жумберачка унија. Затим Српски Народни Сабор 1769, на коме су окрњене српске привилегије и поништене важне тековине, а приказато је и уређење Епархијских Конзисторија, Митрополитске Апелаторије и Деклараторије Марије Терезије из 1779. У трећој је књизи наставак историје владичанства од године 1784-1824. т. ј. до владике Лукијана Мушицкога. Ту се истиче опис манастира Комоговине, Српског Темишварског Сабора, Српске придворне канцеларије, Затим приказ календара, умањивање црквенонародних празника код Срба и прилике у владичанству за владе француског цара Наполеона I (1809 — 1813)., те неуспела унија у Тржићу. Писац је намјеравао и обећао у трећој књизи, да ће наставити дјело у четвртој књизи, у којој ће доћи поглавито рад око просвјете, који озбиљно почиње са владиком Мушицким, но његова прерана смрт прекиде ово обећање и дјело оста незавршено.“ | ” |

У "Српском сиону" Вучковић 1891. пише о значају "Карловачког владичанства":
| „ | 3а зграду историје нашега народа тек се сијече и приправља грађа, ломи се камен, теше и приправља. Гоеподттн Гpбић се при том послу баш јуначки поднио. Просто му било, што нас је преварио, кад је полазио y густу планину, говорећи нам да ће прикупити нешто ситније грађе, да ћe писати о„карловачком владичанству“, а то значи, да ће почети негдје у половини ХVIII. или можда с кpaja XVII. вијека. кад је установњено владичанство карловачко-зринопољско. Проста му била та пријевара, кад је онако вјешто и онако истрајно превалио грдни пут, не само кроз карловачко владичанство, већ и кроз Босну, Малу Влашку, Славонију, залијетајући се и у Далмацију, а све кроз мрачне гудуре с конца XV. вијекa, кроз цио ХVI и ХVП. вијек. У тим вјековима нема „карловачког“ владичанства. Ма оно је у утроби тијех вијекова. И писац раздире тy мрачну утробу, и ви глeдате како cе оно ту зачиње, јaчa, сазријева, рађа, расте и развија. Требала би само још географска карта сваке перијоде у томе развитку, па би код пошљедње перијоде задовољно pекли: и eтo тако постаде карловачко владичанство! Но чега нема, то замјељује пишчева јасност и пpегледност. Мени се чини, да је највећа заслуга, г. Гpбића баш у томе, што је прикупио разбацану грађу и расуто камење, из кога је саграђено карловачко владичанство. Сад слободно нек питa когод хоћe: од куд српско владичанство на хрватској земљи и какви су тo Срби у краљевини Хрватској? Нека пита, али мy jе г. Гpбић спремно одговор мушки, достојанствен и озбиљан. Он је саставио крштеницу, на по се за Српство у пространом карловачком владичанству, у којој се крштеници са свијем равговијетно доказује: овај је рој долетио испред буре у вашу земљу, и ви сте гa примили, онaј сте к себи звали; оваj сте молили да дође, онај сте на силу довели. Врло мучан је био посaо г. Грбића. Дођеш до кaквoг сеоца у Лици, Kрбави, Приморjy или Банији, па питаш: од куд то село; а он ти одговара: том и том приликом, те и те године доселило се из овог и овог краја Писац те довео у кpaj старасједилаца, чистијех Хрвата, и ти гледаш како кукавни свијет бјежи cа cпaхијских земаља, видиш те земље пycтe и опет гледаш како се по тој пустињи дижу плетене колибице, како cе по њој шири чиста српска печа. По свој прилици не ћy слагати, кад речем, да данас по најбоље знамо кад се Српcтвo насели y крајеве, о којима писац пише. A да то знамо, његова је зacлyгa, или бар велик дио ге заслуге његов jе. Већ по овоме, што сам до сад напоменуо, може се свако увјерити, да је оквир радње пишчеве врло простран. У њему није само слика јединога „карловачког“ владичанства. А да је и то, било би доста. Та у карловачком владичанству живи преко 300 хиљада православних Сpбa! Па није у његовој књизи само црквена историја, и ако нас писац и опет вapa, говopeћи, да је труд његов caмo пpилог за историју српске православне цркве. Сеобе већ ниjecy црквена историја, управно устројство и уређење досељеног народа такође, а свa црквена историја уједно је и истарија народна. Љута борбa за цркву билa је уједно и борба за народност; rдје је црква подлегла, и народност jе пропалa, - ено за примјер Жумберка! | ” |

Руски научник-слависта и доктор историје цркве Иван Савич Палмов стручњак за историју и савремено стање православне вере у словенским земљама дао је приказ Манојловог тротомног дела у руском часопису Славјанское обозрене. Осврт на Палмовљев чланак даје и Богдановић у "Српском сиону".
Скупио је и уредио „Проповједник Теофана Живковића“, дело којим се Српска Црква може поносити. Писао је чланке у „Далматинском Магазину“, „Истини“, „Јавору“, „Летопису Матице српске“, „Бранковом Колу“, „Српском Сиону“ и другим часописима. У "Бранковом Колу" Димитрије Руварац објављује преписку свога брата Илариона са Манојлом у више наставака. Манојло је уређивао је и штампао „Шематизам“ и „Нормативне наредбе“ Горњо-Карловачке Дијецезе. Књигу „Унија у Тржићу и погибија попа Николе Гаћеше 1820.“
Манојло пише „лијепим стилом и чистим језиком“ што га сврстава у често цитиране ауторе како у историјским приказима тако и у лингвистичким (Речник српскохрватског књижевног и народног језика Издавач: Српска академија наука и уметности).
Од 2008. године улица Нова 26 у Бусијама приградском насељу Београда носи име по Манојлу Грбићу.